# Internationale Filmfestspiele von Cannes 1961
Die 14. Internationalen Filmfestspiele von Cannes 1961 fanden vom 3. Mai bis zum 18. Mai 1961 statt.

## Wettbewerb
| Filmtitel                                                       | Regisseur                  | Produktionsland      | Darsteller (Auswahl)                                |
| El Centroforward murió al amanecer                              | René Múgica                | Argentinien          |                                                     |
| Dan cetrnaesti                                                  | Zdravko Velimirovic        | Jugoslawien          |                                                     |
| Darclée                                                         | Mihai Iacob                | Rumänien             |                                                     |
| … der werfe den ersten Stein                                    | Irvin Kershner             | USA                  | Don Murray                                          |
| Domaren                                                         | Alf Sjöberg                | Schweden             | Ingrid Thulin, Gunnar Hellström                     |
| Flammende Jahre                                                 | Julija Solnzewa            | Sowjetunion          |                                                     |
| Ein Fleck in der Sonne                                          | Daniel Petrie              | USA                  | Sidney Poitier, Ruby Dee                            |
| Gebrandmarkt                                                    | Guy Green                  | Großbritannien       | Maria Schell, Stuart Whitman, Rod Steiger           |
| Halt mal die Bombe, Liebling                                    | René Clément               | Italien, Frankreich  | Alain Delon, Barbara Lass, Gino Cervi               |
| Die Hand in der Falle                                           | Leopoldo Torre Nilsson     | Spanien, Argentinien | Elsa Daniel, Francisco Rabal                        |
| Das Haus in der Via Roma                                        | Mauro Bolognini            | Italien, Frankreich  | Jean-Paul Belmondo, Claudia Cardinale, Pietro Germi |
| Das Messer                                                      | Fons Rademakers            | Niederlande          |                                                     |
| I Like Mike                                                     | Peter Frye                 | Israel               | Topol                                               |
| Kasaki                                                          | Wassili Pronin             | Sowjetunion          |                                                     |
| Der letzte Zeuge                                                | Wolfgang Staudte           | Deutschland          | Martin Held, Hanns Lothar, Ellen Schwiers           |
| Lieben Sie Brahms?                                              | Anatole Litvak             | Frankreich, USA      | Ingrid Bergman, Yves Montand, Anthony Perkins       |
| Line                                                            | Nils Reinhardt Christensen | Norwegen             |                                                     |
| Madalena                                                        | Dinos Dimopoulos           | Griechenland         |                                                     |
| Das Mädchen mit dem leichten Gepäck (La ragazza con la valigia) | Valerio Zurlini            | Italien, Frankreich  | Claudia Cardinale, Jacques Perrin                   |
| Mutter Johanna von den Engeln                                   | Jerzy Kawalerowicz         | Polen                |                                                     |
| Noch nach Jahr und Tag*                                         | Henri Colpi                | Frankreich, Italien  | Alida Valli                                         |
| Nur Himmel und Dreck                                            | Pierre-Dominique Gaisseau  | Frankreich           | Dokumentarfilm                                      |
| Ototo                                                           | Kon Ichikawa               | Japan                |                                                     |
| Piesen o sivém holubovi                                         | Stanislav Barabáš          | Tschechoslowakei     |                                                     |
| Plein sud                                                       | Gaston De Gerlache         | Belgien              | Dokumentarfilm                                      |
| A Primeira Missa                                                | Lima Barreto               | Brasilien            |                                                     |
| Il Relitto                                                      | Michael Cacoyannis         | Italien              | Ellie Lambeti, Van Heflin                           |
| Das Scheusal                                                    | Zoltán Fábri               | Ungarn               |                                                     |
| Und dennoch leben sie                                           | Vittorio De Sica           | Italien, Frankreich  | Sophia Loren, Jean-Paul Belmondo                    |
| Viridiana*                                                      | Luis Buñuel                | Mexiko, Spanien      | Silvia Pinal, Francisco Rabal, Fernando Rey         |

* = Goldene Palme

## Internationale Jury
Jurypräsident war in diesem Jahr der Schriftsteller Jean Giono. Er stand folgender Jury vor: Claude Mauriac, Édouard Molinaro, Fred Zinnemann, Jean Paulhan, Liselotte Pulver, Luigi Chiarini, Marcel Vértes, Pedro Armendáriz, Raoul Ploquin und Sergei Jutkewitsch.

## Preisträger
- Goldene Palme: Noch nach Jahr und Tag und Viridiana
- Sonderpreis der Jury: Mutter Johanna von den Engeln
- Bester Regisseur: Julija Solnzewa
- Beste Schauspielerin: Sophia Loren
- Bester Schauspieler: Anthony Perkins

## Weitere Preise
- Gary-Cooper-Preis: Ein Fleck in der Sonne
- FIPRESCI-Preis: Die Hand in der Falle